# سورتمه راکتی

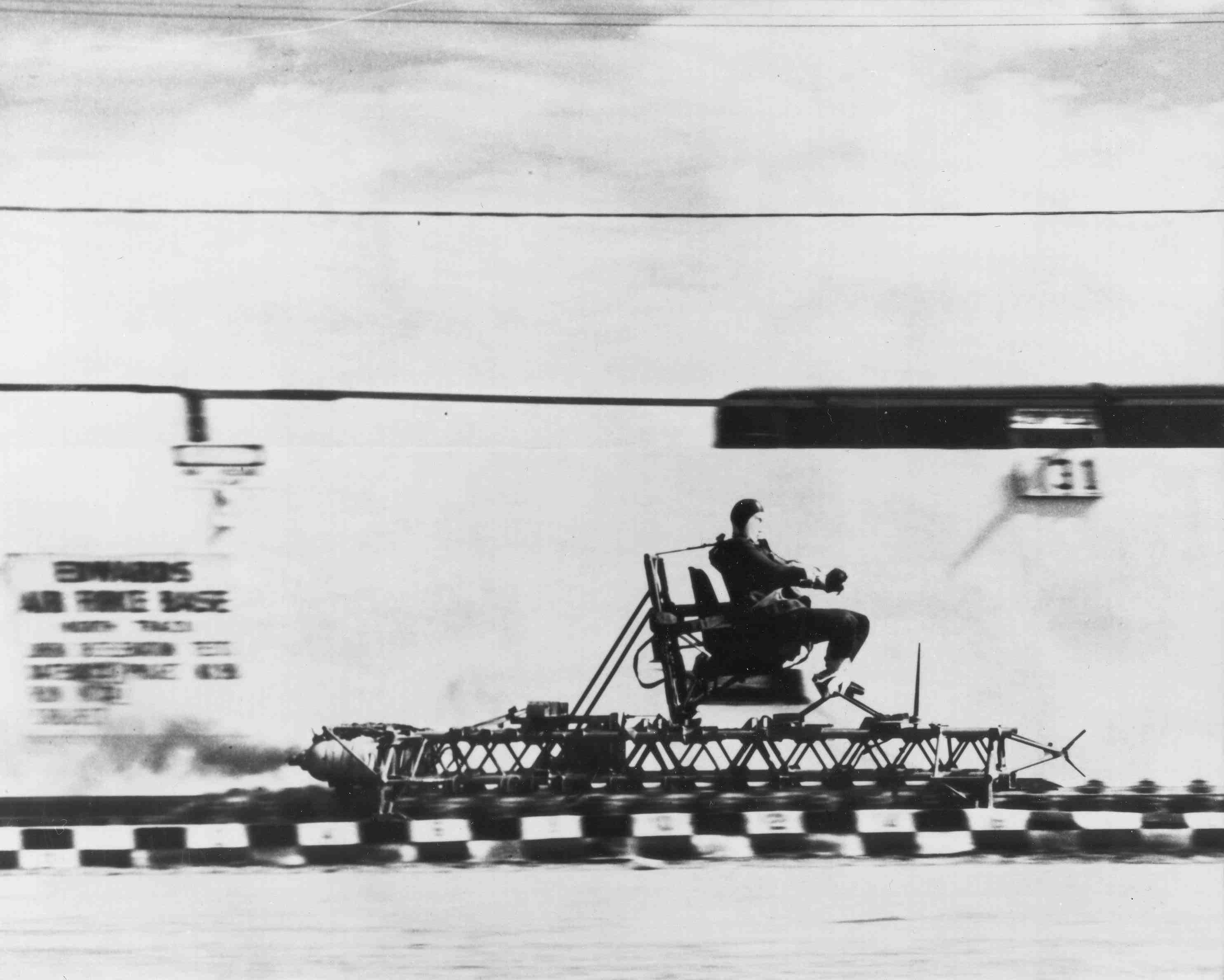
سرهنگ جان استپ در حال راندن سورتمه راکتی در پایگاه نیروی هوایی ادواردز

سورتمه راکتی (به انگلیسی:Rocket sled) یک پلتفرم آزمایشی است که با راکت رانده شده و روی مجموعه ای از ریل‌ها حرکت می‌کند.
همانگونه که از نام سورتمه راکتی آشکار است، سورتمه راکتی دارای چرخ نیست و به جای آن دارای پدهایی است که «اسلیپر» نامیده می‌شوند، این پدها در بخش بالایی ریل خم شده‌اند تا سورتمه از ریل بیرون نرود. پروفیل مقطع عرضی این ریل‌ها، ریل وینیول (Vignoles rail) است که معمولاً برای راه‌آهن به کار می‌رود. در سورتمه‌های راکتی به‌کارگیری چرخ شدنی نیست چرا که نیروی بالای گریز از مرکز ناشی از تندی‌های بالا به تکه‌تکه شدن چرخ می‌انجامد.
بالاترین سرعتی که سورتمه راکتی تاکنون بدان دست یافته‌است ۸٫۵ ماخ می‌باشد.

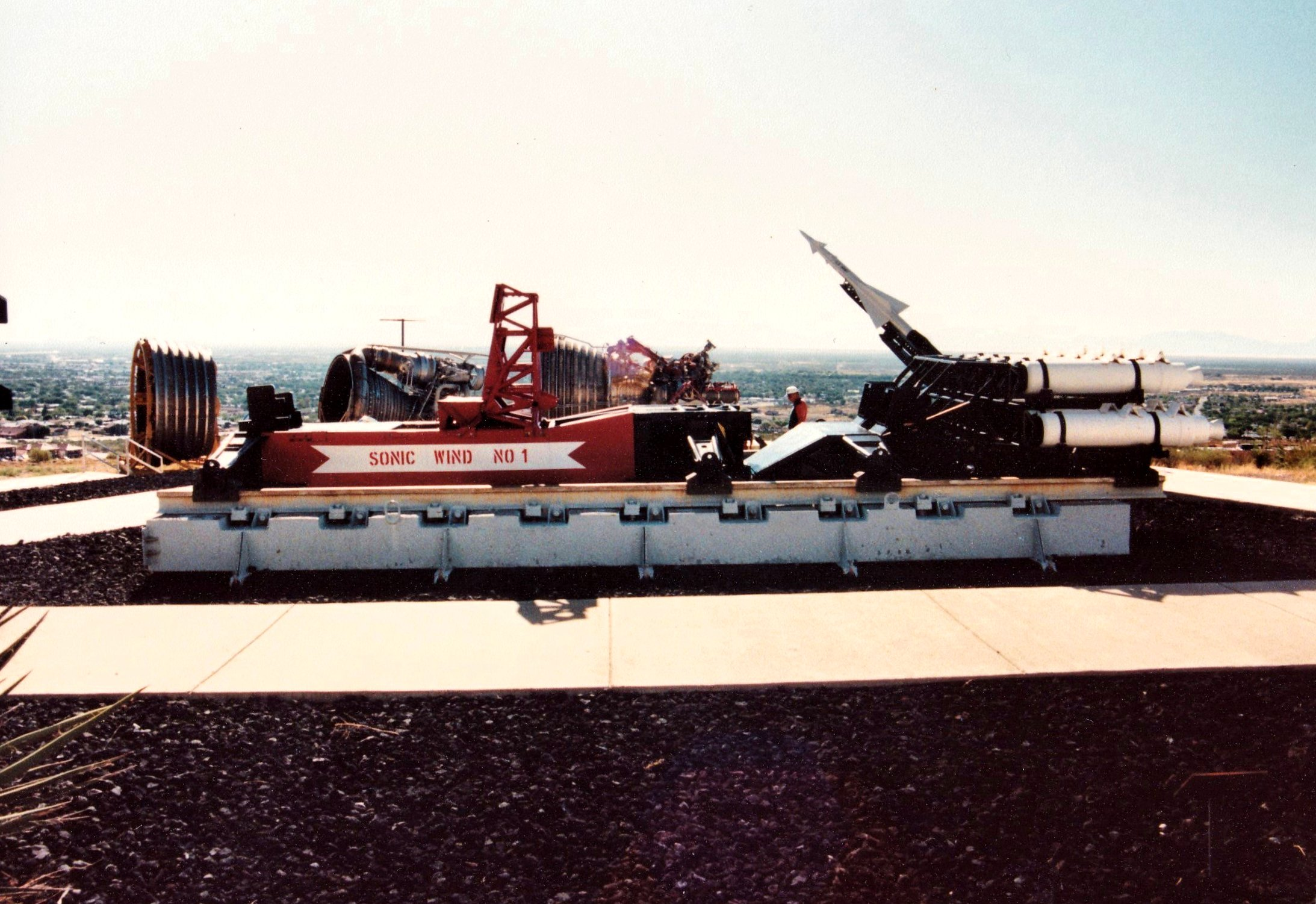
سورتمه راکتی Sonic winder No1، این سورتمه در دهه ۱۹۵۰ توسط جان استپ رانده شد

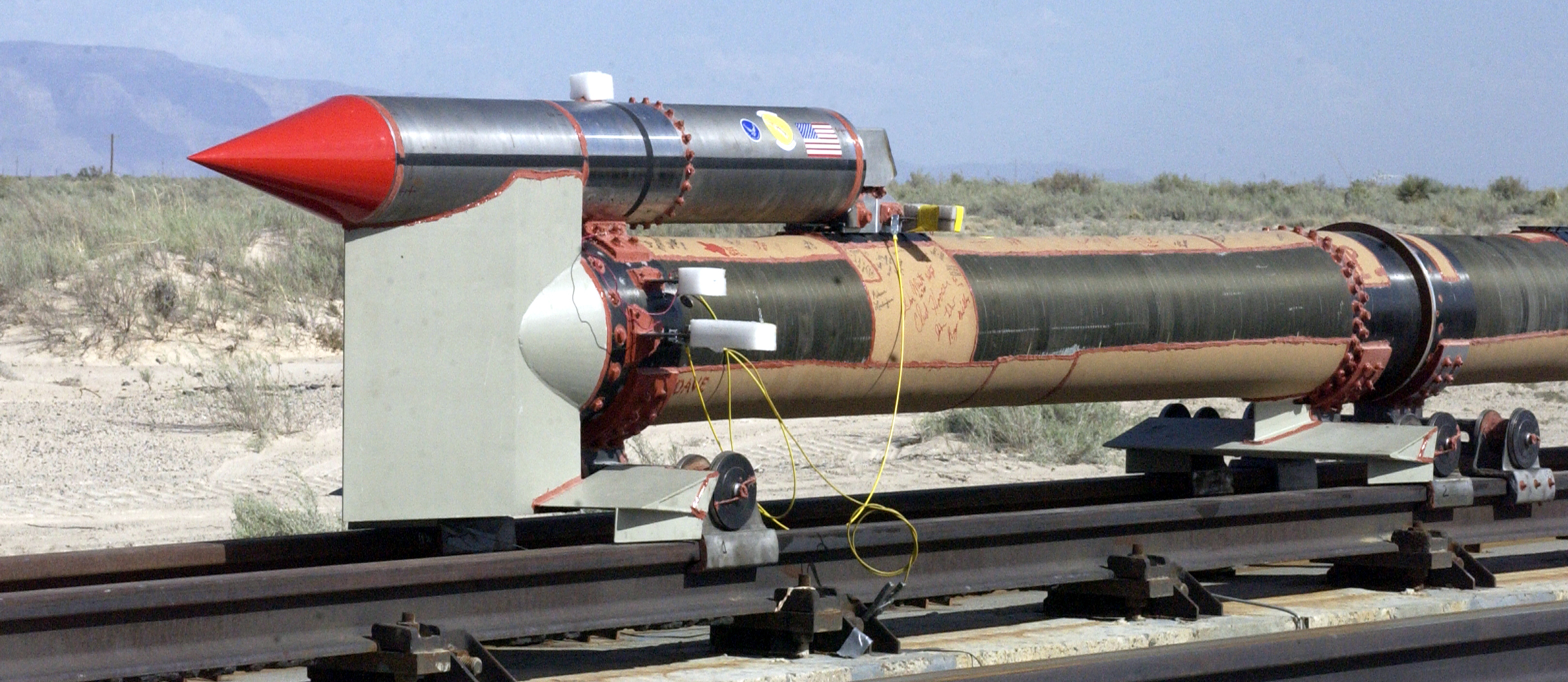
سورتمه راکتی که به ماخ ۸٫۵ دست یافت